# Josie Ho
Josephine Ho Chiu-Yi (cinese tradizionale: 何超儀; cinese semplificato: 何超仪; Hong Kong, 26 dicembre 1974) è una cantante e attrice cinese di Hong Kong, figlia dell'imprenditore Stanley Ho.

## Carriera
Dopo alcune apparizioni ed esibizioni iniziali come cantante, Josie ha diretto la propria carriera verso la recitazione, apparendo in lungometraggi, spot pubblicitari e serie televisive. Tra i molti ruoli da lei interpretati, figurano quelli di diverse prostitute o ragazze "facili" che vendono il proprio corpo per immediato bisogno di denaro, immagine che contrasta apertamente con la sua realtà di ricca figlia di un miliardario.
In un'intervista con la rivista Ukula, ha raccontato in particolare l'esperienza delle riprese del film Exiled, diretto da Johnnie To. Il regista, infatti, non ha fornito nessun copione ai suoi attori, lasciando che interpretassero i propri ruoli seguendo delle semplici linee guida. Per quanto riguarda altri lungometraggi, Josie ha recitato nell'horror di Oxide Pang Dream Home, insieme ad Anthony Wong Chau-sang ed Eason Chan.

## Vita privata
Oltre ad essere figlia dell'uomo d'affari Stanley Ho, Josie è sposata con l'attore e cantante Conroy Chan Chi-Chung, membro di un gruppo musicale chiamato Alive. In un'intervista, ha citato la sorella maggiore Pansy Ho come sua maggiore incoraggiatrice ai tempi in cui decise di diventare cantante ed attrice, contro le opposizioni del potente padre.

## Filmografia

### Attrice

#### Cinema
- Qing chun huo hua, regia di Andy Wing-Keung Chin (1994)
- Mei you lao gong de ri zi, regia di Frankie Chan (1995)
- Yin doi goo wak chai, regia di John Hau (1995)
- Si ge 32A he yi ge xiang jiao shao nian, regia di Eric Tsang (1996)
- Tin ngai hoi gok, regia di Chi-Ngai Lee (1996)
- 97 Ga yau hei si, regia di Alfred Cheung (1997)
- Chinese Box, regia di Wayne Wang (1997)
- Xiang jian ni, regia di Biu Cheung Lee (1998)
- On na ma dak lin na, regia di Chung-Man Yee (1998)
- Wu wen lu cheng, regia di Daniel Chan (1999)
- Chi yue fung bou, regia di Teddy Chan (1999)
- Goo wak lui 2, regia di Kant Leung (2000)
- Bad boy dak gung, regia di Wai-Man Yip (2000)
- Dei gau tin cheung, regia di Raymond To (2001)
- Di dui, regia di Kam Tin Wong (2001)
- The Legend of a Professional, regia di Billy Chan (2001)
- Yuk mong ji sing, regia di Wai-Man Yip (2001)
- Hung bou yit sin ji Dai tao gwai ying, regia di Pou-Soi Cheang (2001)
- Ye long, regia di Tak-Sam Leong (2001)
- Dead or Alive: Final, regia di Takashi Miike (2002)
- Dang nan ren bian cheng nu ren, regia di Andrew Lau e Wai-Man Yip (2002)
- Tai Tai, regia di Nicholas Chin - cortometraggio (2002)
- Haan chin ga chuk, regia di Derek Chiu (2002)
- So Close (Xi yang tian shi), regia di Corey Yuen (2002)
- Hang wan chiu yan, regia di Vincent Kok (2003)
- Tai yang wu zhi, regia di Bryan Chang (2003)
- Vampire Effect (Chin gei bin), regia di Dante Lam (2003)
- Ho Ching, regia di Hing-Ka Chan e Dante Lam (2003)
- Luk jong si, regia di Barbara Wong Chun-Chun (2004)
- Hu die, regia di Yan Yan Mak (2004)
- Jing mo gaa ting, regia di Stephen Fung (2005)
- Chun tian hua hua tong xue hui, regia di Leung Chun 'Samson' Chiu (2006)
- Isabella (Yi sa bui lai), regia di Ho-Cheung Pang (2006)
- Exiled (Fong juk), regia di Johnnie To (2006)
- Dai cheung foo 2, regia di Shu-Kai Chung (2006)
- Simply Actors (Hei wong ji wong), regia di Hing-Ka Chan e Patrick Leung (2007)
- Zhan. gu, regia di Kenneth Bi (2007)
- Sup fun chung ching, regia collettiva (2008) - (segmento "Open Rice")
- Street Fighter - La leggenda (Street Fighter: The Legend of Chun-Li), regia di Andrzej Bartkowiak (2009)
- Cut Short, regia di Jason Tobin - cortometraggio (2009)
- Sha ren fan, regia di Roy Hin Yeung Chow (2009)
- Pou hak wong, regia di Hing-Ka Chan e Janet Chun (2009)
- Dream Home (Wai dor lei ah yat ho), regia di Ho-Cheung Pang (2010)
- Contagion, regia di Steven Soderbergh (2011)
- The Courier, regia di Hany Abu-Assad (2012)
- Fu sing, regia di Ho Yim (2012)
- Motorway (Che sau), regia di Pou-Soi Cheang (2012)
- Badges of Fury (Bu er shen tan), regia di Tsz Ming Wong (2013)
- Open Grave, regia di Gonzalo López-Gallego (2013)
- Gui zhen, regia di Joe Chien (2013)
- Ho ching 2, regia di Kung-Lok Lee (2014)
- Dai chat fong yin, regia di James Hung (2014)
- Quan li kou sha, regia di Chi-Kin Kwok e Henri Wong (2015)
- In the Room, regia di Eric Khoo (2015)
- Ngok yan guk, regia di Vincent Kok  (2016)
- Stranger in the Worlde : M2M, regia di Ian Reed e Steve Simmons - cortometraggio (2017)
- Lucky Day, regia di Roger Avary (2019)
- Ai confini del mondo - La vera storia di James Brooke (Edge of the World), regia di Michael Haussman (2021)

#### Televisione
- The Criminal Investigator (1996) - Toby
- Mystery Files (1997)
- A Road and a Will (1997)
- At the Threshold of an Era (1999)
- At the Threshold of an Era II (2000)[4][5]

### Produttrice
- Ai confini del mondo - La vera storia di James Brooke (Edge of the World), regia di Michael Haussman (2021)